# Carbini
Pour les articles homonymes, voir Carbini (homonymie).
Carbini est une commune française située dans la circonscription départementale de la Corse-du-Sud et le territoire de la collectivité de Corse. Le village appartient à la piève de Carbini, en Alta Rocca.

## Géographie

### Situation
Carbini appartient à la piève de Carbini, dans l'Alta Rocca. Elle est située au sud-est de Levie sur la route qui mène à Sotta par le col de Bacinu. La commune inclut le petit village d'Orone, situé 1,5 km plus au sud.
Communes limitrophes

### Voies de communication et transports

#### Accès routiers
La commune est traversée dans un axe nord-sud, par la route D59.

## Urbanisme

### Typologie
Au 1er janvier 2024, Carbini est catégorisée commune rurale à habitat très dispersé, selon la nouvelle grille communale de densité à sept niveaux définie par l'Insee en 2022.
Elle est située hors unité urbaine. Par ailleurs la commune fait partie de l'aire d'attraction de Porto-Vecchio, dont elle est une commune de la couronne,. Cette aire, qui regroupe 10 communes, est catégorisée dans les aires de moins de 50 000 habitants,.

### Occupation des sols
L'occupation des sols de la commune, telle qu'elle ressort de la base de données européenne d’occupation biophysique des sols Corine Land Cover (CLC), est marquée par l'importance des forêts et milieux semi-naturels (94,7 % en 2018), une proportion identique à celle de 1990 (95,3 %). La répartition détaillée en 2018 est la suivante : 
forêts (88,2 %), espaces ouverts, sans ou avec peu de végétation (6,5 %), zones agricoles hétérogènes (5,3 %). L'évolution de l’occupation des sols de la commune et de ses infrastructures peut être observée sur les différentes représentations cartographiques du territoire : la carte de Cassini (XVIIIe siècle), la carte d'état-major (1820-1866) et les cartes ou photos aériennes de l'IGN pour la période actuelle (1950 à aujourd'hui).

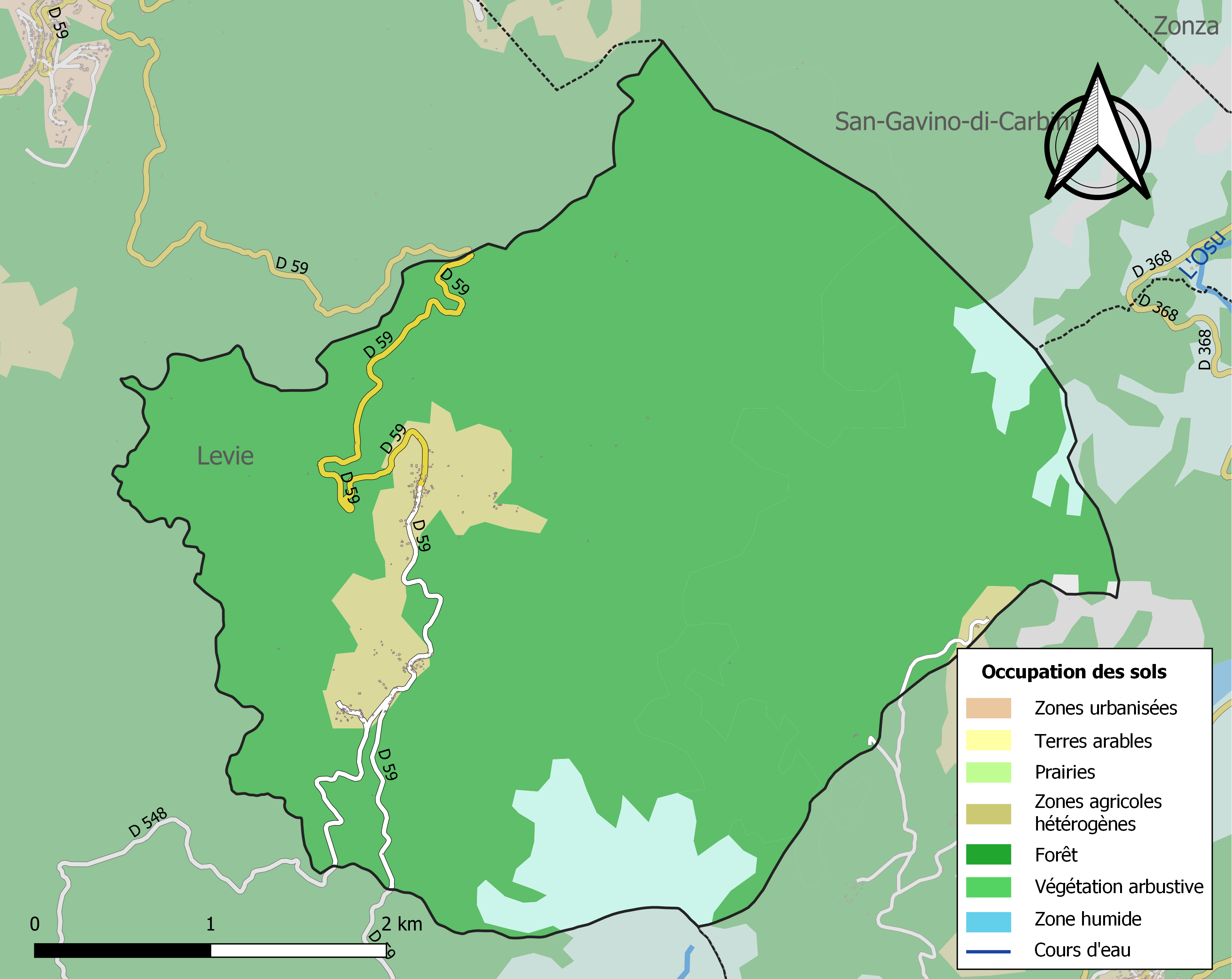
Carte des infrastructures et de l'occupation des sols de la commune en 2018 (CLC).

## Histoire

### Antiquité
Au IIe siècle, le géographe grec Ptolémée avait relevé l'existence d'une trace de population très ancienne.

### Moyen Âge
À cette époque, la communauté abritait la secte dite des Giovannali dont la doctrine sociale prônait une totale égalité entre ses membres ; tout devait être mis en commun. Ils refusaient aussi de payer l'impôt aux Seigneurs. En 1354, sur requête de Mgr Raimondo, évêque d'Aléria, lui affirmant que les Ghjuvannali sont hérétiques et « irrespectueux envers l'autorité épiscopale », le pape Innocent VI alors en résidence en Avignon, les excommunia et les déclara hérétiques.
Existaient alors à Carbini deux églises : l'église Saint-Jean destinée aux nobles, et San-Quilico aux membres des Giovannali. Cette dernière sera ruinée.
Dans son ouvrage Histoire illustrée de la Corse (1863-1866), l'abbé Galletti en a fait le récit suivant : 

« Carbini est l'endroit où prit naissance cette exécrable société des Giovannali, vers la fin du quatorzième siècle, société qui professait une espèce de saint-simonisme et les opinions les plus exagérées du communisme. Cette société se propagea en Corse, mais les habitants en firent prompte justice : ils en massacrèrent tous les membres.

La secte des Giovannali commença en Corse en 1531. Les chefs créateurs de cette société religieuse furent Paul et Henri d'Attala, frères bâtards de Guglielminuccio d'Attala. Cette faction fut excommuniée par le pape Innocent VI, et impitoyablement persécutée par les Corses commandée par les commissaires du pontife. Elle resta massacrée et anéantie dans la Pieve ou canton d'Alesani.
Cette secte avait pris le nom de Giovannali, peut-être de l’église de Saint-Jean de Carbini, où ses prosélytes se rassemblaient souvent. Ils ne reconnaissaient que l'évangile de saint Jean, et ils l'interprétaient à leur manière.
Les Giovannali mettaient tout en commun, terres, argent, femmes, etc. La nuit, ils se réunissaient dans leurs églises, et après l'office les lumières s'éteignaient, et ils se livraient à des orgies monstrueuses.
Carbini, devenu désert à cause de la destruction des Giovannali, fut repeuplé par des familles envoyées de Sartène. »

— Jean-Ange Galletti - Histoire illustrée de la Corse p. 139

### Temps modernes
Avant la Révolution, la piève de Carbini, était une des plus vastes de Corse, commençant à Bavella au nord pour s'étendre de mare a mare depuis Sainte-Lucie-de-Porto-Vecchio à l'est sur la mer Tyrrhénienne jusqu'au-delà de Figari vers le sud-ouest. Il correspond grossièrement aux cantons de Levie et de Figari actuels.
La commune est le berceau des Ghjuvannali.

## Politique et administration

### Liste des maires
| Période                                  | Période  | Identité               | Étiquette | Qualité       |
| ---------------------------------------- | -------- | ---------------------- | --------- | ------------- |
| maire en 1911                            | ?        | Vincent Nicolai        |           |               |
| 2001                                     | 2014     | Jules-Ferdinand Cucchi |           |               |
| 2014                                     | En cours | Jean-Jacques Nicolai   | SE        | Fonctionnaire |
| Les données manquantes sont à compléter. |          |                        |           |               |

## Population et société

### Démographie
L'évolution du nombre d'habitants est connue à travers les recensements de la population effectués dans la commune depuis 1872. Pour les communes de moins de 10 000 habitants, une enquête de recensement portant sur toute la population est réalisée tous les cinq ans, les populations de référence des années intermédiaires étant quant à elles estimées par interpolation ou extrapolation. Pour la commune, le premier recensement exhaustif entrant dans le cadre du nouveau dispositif a été réalisé en 2004.

En 2022, la commune comptait 117 habitants, en évolution de +18,18 % par rapport à 2016 (Corse-du-Sud : +7,61 %, France hors Mayotte : +2,11 %).
| 1872 | 1876 | 1881 | 1886 | 1891 | 1896 | 1901 | 1906 | 1911 |
| ---- | ---- | ---- | ---- | ---- | ---- | ---- | ---- | ---- |
| 315  | 338  | 361  | 409  | 520  | 522  | 553  | 421  | 510  |

| 1921 | 1926 | 1931 | 1936 | 1946 | 1954 | 1962 | 1968 | 1975 |
| ---- | ---- | ---- | ---- | ---- | ---- | ---- | ---- | ---- |
| 564  | 557  | 583  | 559  | 321  | 352  | 192  | 148  | 128  |

| 1982 | 1990 | 1999 | 2004 | 2006 | 2009 | 2014 | 2019 | 2022 |
| ---- | ---- | ---- | ---- | ---- | ---- | ---- | ---- | ---- |
| 125  | 95   | 100  | 101  | 98   | 110  | 100  | 112  | 117  |

## Culture locale et patrimoine

### Lieux et monuments

#### Église San Giovanni

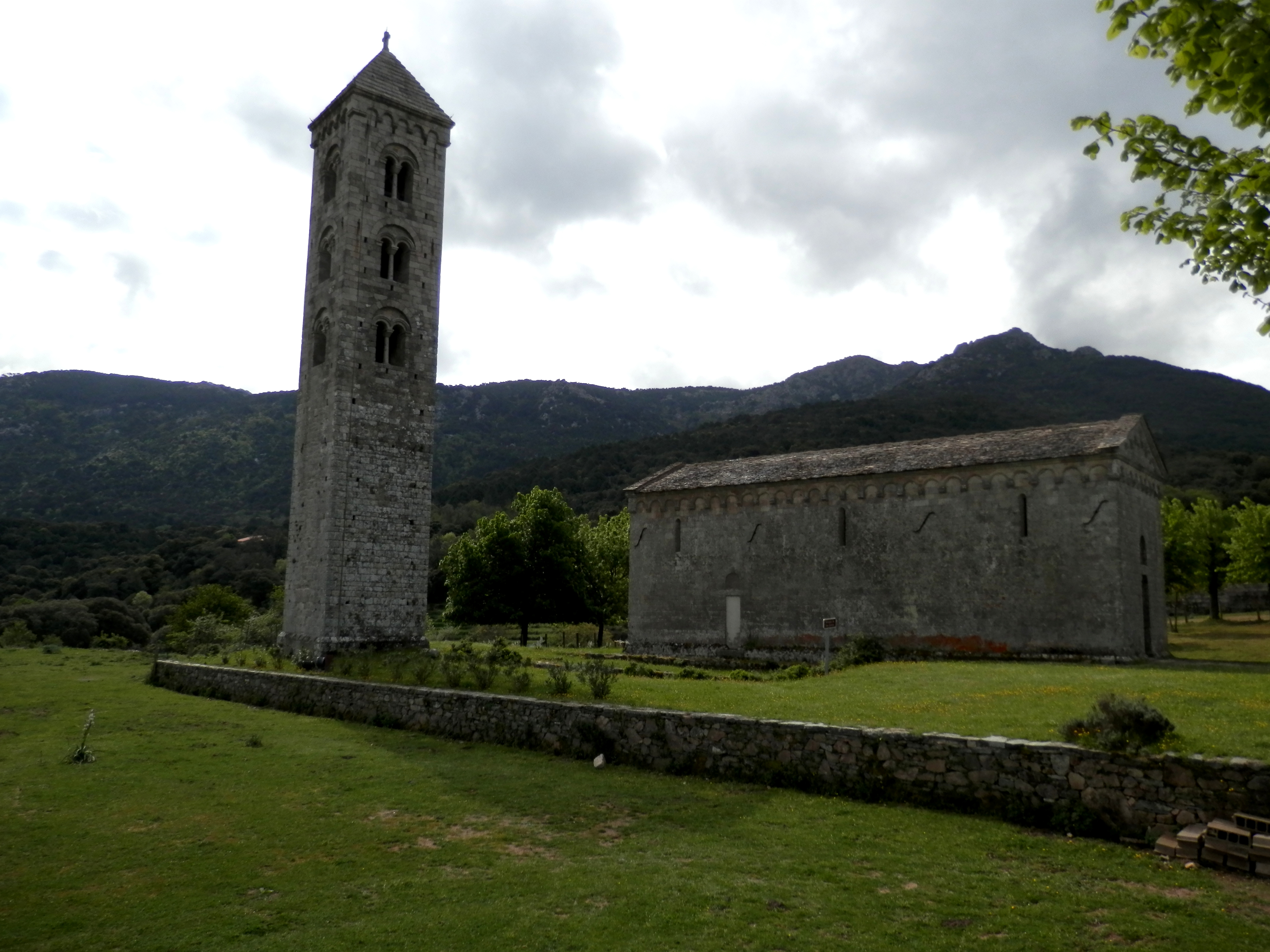
L'église Saint-Jean-Baptiste et son campanile

L'église romane San Giovanni, de style pisan et datée du XIIe siècle, était considérée par Prosper Mérimée comme la plus ancienne de Corse. Elle fait partie d'un ensemble qui comprenait jadis deux églises, un campanile et un baptistère. De cet ensemble, ne subsistent que l'église San Giovanni et le campanile voisin. Lors de fouilles archéologiques, ont été mises au jour les fondations d'une église San Quilico.
C'est une petite église à simple nef et aux proportions élégantes. La décoration extérieure comporte une frise continue de petites arcatures à modillons. La partie supérieure du clocher séparé (campanile) a été reconstruit à la fin du XIXe siècle, restaurée après une demande de Prosper Mérimée. L'église a été restaurée en 1983.
Entre les deux édifices subsistent les vestiges de l'église paléo-chrétienne.
L'église Saint-Jean a été classée Monument historique par arrêté du 12 juillet 1886.

### Patrimoine culturel

#### Église San Giovanni
Déjà classée MH, l'église est également reprise à l'Inventaire général du patrimoine culturel. L'édifice religieux recèle quatre Elle recèle quatre œuvres remarquables :
- Le mobilier de l'église paroissiale Saint-Jean-Baptiste[14] ;
- une statue de l'Immaculée Conception du XIXe siècle[15] ;
- une sculpture Christ en croix du XIXe siècle[16] ;
- une statue de procession saint Jean-Baptistedu XIXe siècle[17].

#### Chapelle San Quilico
La chapelle San Quilico, à l'état de vestiges, est reprise à l'Inventaire général du patrimoine culturel.

#### Presbytère
Aujourd'hui la mairie, l'ancien presbytère date d'avant 1885 (ancien cadastre). Sa construction comporte des pierres provenant de l'ancienne église dite « chapelle San Quilico ».

#### Maisons
Carbini possède un bâti remarquable, tant au village qu'aux hameaux de Foce d'Olmo, d'Orone et de Noce.
Sur un total de trente et une repérées, dix maisons ont été étudiées, dont trois maisons de bergers. De simple niveau à plusieurs étages, elles ont été construites aux XVIIe siècle, XVIIIe et XIXe siècles en moellons de granite taillé.

### Patrimoine naturel

#### Parc naturel régional
Carbini est une commune adhérente au parc naturel régional de Corse, dans son « territoire de vie » appelé Alta Rocca (PNRC).

#### ZNIEFF
Carbini est concernée par deux zones naturelles d'intérêt écologique, faunistique et floristique de 2e génération :
Forêts de Barocaggio et Zonza (940004150) ;
Réservoir Ospedale, forêt autour du lac (940030502).

#### Natura 2000
Sites d'Intérêt Communautaire (Dir. Habitat)
Forêt de l'Ospedale
Le site abrite un SIC de la directive "Habitats, faune, flore", d'une superficie de 733 ha, inscrit à l'Inventaire national du patrimoine naturel sous la fiche FR9400583 - Forêt de l'Ospedale.
Zones de Protection Spéciale (Dir. Oiseaux)
Forêts territoriales de Corse
Le site abrite une ZPS de la directive "Oiseaux", d'une superficie de 13 223 ha, inscrit à l'Inventaire national du patrimoine naturel sous la fiche 9410113 - Forêts territoriales de Corse.

### Personnalités liées à la commune
- Xavier Nicolaï, secrétaire général d'Indochine sous le gouvernorat de Robin ;
- Carbini est aussi le village natal de Jean Marcellesi, dit Gjuvani u bellu, poète et musicien (premier du conservatoire de violon) ; il est l'auteur de la berlina qu'il composa en 1943 ;
- Ghjuvan Cameddu Nicolaï (1863-1888) bandit d'honneur . Il composa au-dessus de Carbini, sur le massif Tasciana ,son lamentu Dal mio palazzu (complainte sur ses malheurs et son errance, inscrite aujourd'hui parmi les chants folkloriques de l'Île) .
- Jean Vaucoret, historien, fut chargé de mission du gouvernement Chirac chargé de la culture et du patrimoine, auteur de l'Histoire des dissidences franciscaines, ouvrage primé ainsi que d'une thèse sur le populisme, Simon sabiani un homme politique contesté.